# Черкасов Ерік Юрійович
Е́рік Ю́рійович Черка́сов (нар. 24 жовтня 1927, Київ — пом. 6 грудня 1995, Харків) — український радянський архітектор.

## Біографія

Могила на Другому міському кладовищі Харкова

Народився 24 жовтня 1927 року в Києві. 1951 року закінчив Харківський інженерно-будівельний інститут.
Лауреат Державної премії УРСР імені Т. Г. Шевченка (за 1977 рік; разом з Я. Риком, М. Овсянкіним, В. Агібаловим, С. Світлорусовим (скульпторами), І. Алфьоровим, А. Максименком (архітекторами) за монумент у Харкові на честь проголошення радянської влади в Україні).
Помер в Харкові 6 грудня 1995 року.

## Споруди в Харкові

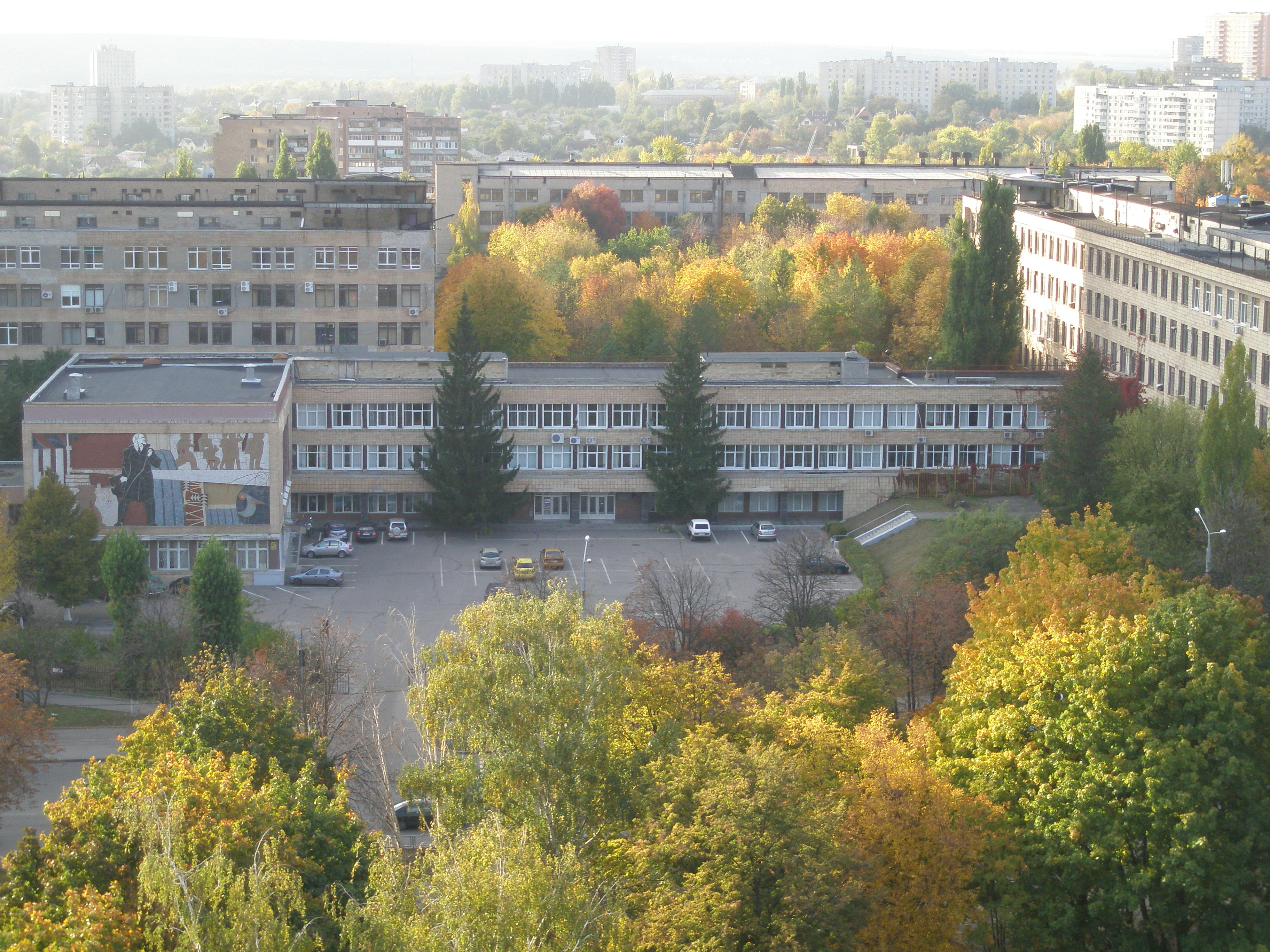
Інститут низьких температур

- комплекс науково-дослідного Інституту низьких температур НАН України (1966—1973);
- Інститут промислової естетики (1965);
- житлові будинки на вулицях Є. Гуданова (1974), О. Яроша (1975);
- кінотеатр на Салтовському житловому масиві (1978);
- пам'ятник А. С. Макаренку (1968);
- монумент на честь проголошення радянської влади (1977).